# ねぎ★スポ
ねぎ★スポは2011年10月23日から2013年3月31日までtvkで放送されていた、スポーツ情報バラエティ番組である。tvkアナウンサー根岸佑輔の冠番組。泉放送制作製作。

## 放送時間
毎週日曜日午前10時～10時15分

## 概要
毎回神奈川県内、一部地域でしか行われていないオリジナルスポーツ、スポーツマンを紹介する番組。スポーツは体を動かす運動であれば何でも良い。前半はローカルスポーツをYOUTUBE風に紹介するねぎTUBE、後半はねぎボーズのウッズ一郎かアシスタントのねぎガールがスポーツに挑戦する。
スタジオが決められておらず、毎回tvk本社のどこか一室、通路にノートパソコンと台座を置いて放送される。
現在ノンスポンサーで番組の提供スポンサーと音楽PVを随時募集している。

## 出演者
- 根岸佑輔
- ねぎガール
- 番組スタッフ
- ウッズ一郎